# Tenencia de Alcalatén
La Tenencia de Alcalatén (Tinença de l'Alcalatén en valenciano) es la antigua delimitación comarcal que comprendía a la actual comarca del Alcalatén. Los actuales municipios de Adzaneta del Maestrazgo, Benafigos, y Vistabella del Maestrazgo, ubicados hoy en día an la comarca del Alcalatén, pertenecían anteriormente a la vecina comarca del Alto Maestrazgo. Concretamente, estos tres municipios no formaban parte del señorío originario que bajo el nombre de Tinença d'Alcalatén, Jaime I de Aragón concedió a la familia Urrea tras la Reconquista.
Por tanto, es comprensible que en los mencionados municipios exista cierto rechazo a integrarse en una comarca con cuyo resto de poblaciones (aparte de mantener constantes lazos históricos), no constituyeron previamente una entidad común en el pasado.
La Tenencia de Alcalatén ya aparece ubicada en el mapa de comarcas de Emili Beüt "Comarques naturals del Regne de València" publicado en el año 1934.